# Журавли (Алтайский край)
Журавли́ — посёлок в Романовском районе Алтайского края. Входит в состав Гилёв-Логовского сельсовета.

## История
Основан в 1921 году. В 1928 году посёлок Журавлёвский состоял из 86 хозяйств, основное население — русские. В административном отношении находился в составе Гилёв-Логовского сельсовета Завьяловского района Каменского округа Сибирского края.

## Население
| 1926 | 1997 | 1998 | 1999 | 2000 | 2001 | 2002 |
| ---- | ---- | ---- | ---- | ---- | ---- | ---- |
| 443  | ↘73  | ↘71  | ↗74  | ↘62  | ↘58  | ↘57  |
| 2003 | 2004 | 2005 | 2006 | 2007 | 2008 | 2009 |
| ↘53  | ↘48  | ↘47  | ↗48  | ↘42  | ↘41  | ↘39  |
| 2010 | 2011 | 2012 | 2013 |      |      |      |
| ↘27  | ↗29  | ↘26  | →26  |      |      |      |